# Wörth (Schliersee)
Die Wörth (von althochdeutsch warid, mittelhochdeutsch wert, deutsch ‚Insel‘), auch Insel Wörth genannt, ist die einzige Insel im Schliersee in Bayern.

## Geschichte
Die Insel ist seit vorgeschichtlicher Zeit besiedelt und ihr Südufer als Bodendenkmal geschützt. Im Mittelalter war sie unbewaldet und wurde als Weidefläche für Schafe genutzt.
Es rankt sich um die Insel die Legende des Hungerturms. Einer der Ritter von Waldeck soll nach der Rückkehr von einem Kreuzzug seine untreu gewordene Gattin und deren Geliebten auf die Insel verbannt haben und dort verhungern lassen.
Noch in den 1810er Jahren zeigt das bayerische Urkataster Wörth unbebaut und nur wenig bewaldet, allerdings gab es dort bereits einen Brunnen.
Mit dem Aufkommen der Dampfschifffahrt in den 1830er Jahren erhielt die Insel eine Anlagestelle und wurde seit 1832 regelmäßig angefahren. Später entstand dort ein Ausflugslokal.

## Geographie
Die gut zwei Hektar große und dicht bewaldete Insel ist an der nächsten Stelle knapp 200 Meter vom westlichen Seeufer entfernt. Die Insel ist der über den Wasserspiegel ragende Teil eines massiven, in ost-westlicher Richtung verlaufenden Querdamms, der den See in zwei Becken gliedert.
Geologisch handelt es sich bei der Insel um einen Flyschrücken. Das Gesteinsmaterial, das die Insel aufbaut, gehört der Kalkgraben-Formation im Rhenodanubischen Flysch an.
Etwa 200 Meter nördlich der Insel befinden sich mehrere Untiefen, an denen vergleichbare Flyschrücken bis knapp unter die Wasseroberfläche reichen.

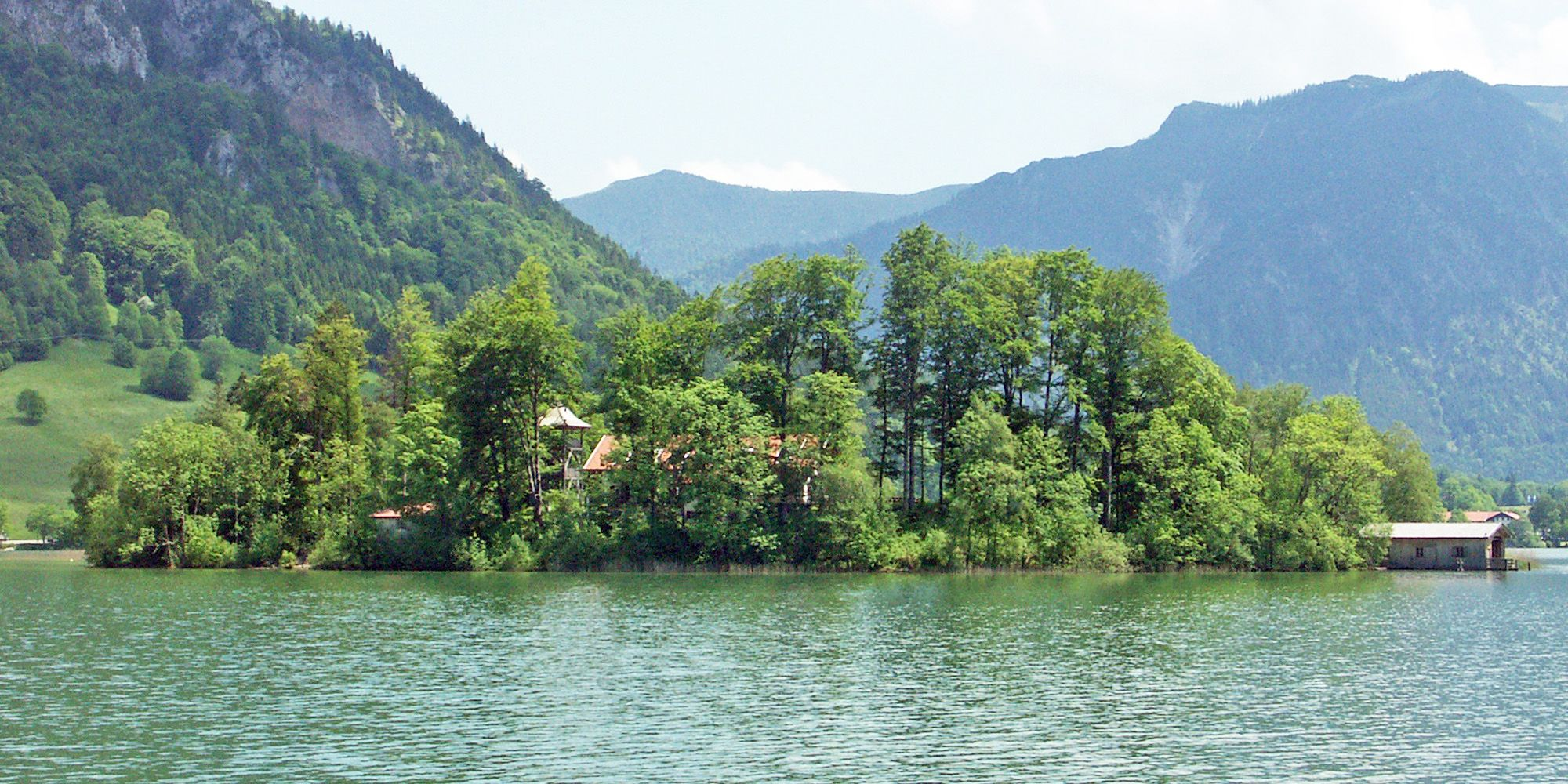
Die Wörth von Nordwesten (2010)

## Nutzung
Die Insel wird touristisch, neben Tagungen und Firmenevents überwiegend für Hochzeitsfeiern genutzt, weshalb sie im Volksmund die „Hochzeitsinsel“ genannt wird.
Im Nordwesten der Insel befindet sich die öffentliche Gaststätte Wirtshaus im See sowie am westlichen Ende ein Bootshaus und eine Blockhütte. Die Insel ist von Schliersee aus mit der Schifffahrt Schliersee oder einem Inseltaxi erreichbar.